# Rivière Potier
Pour les articles homonymes, voir Potier.
La rivière Potier est un affluent de la rive nord de la rivière aux Mélèzes dont les eaux coulent vers l'est et se jettent dans la rivière Koksoak, lequel se connecte par un détroit au littoral sud de la baie d'Ungava. La rivière Potier coule dans le territoire non organisé de Rivière-Koksoak, dans la région administrative du Nord-du-Québec, au Québec, au Canada.

## Géographie
Les bassins versants voisins de la rivière Potier sont :
- côté nord : rivière Qijuttuuq, rivière Nedlouc ;
- côté est : Rivière aux Mélèzes ;
- côté sud : Rivière aux Mélèzes ;
- côté ouest : lac Duvert, lac Nedlouc.

Le lac Duvert (altitude : 312 m) constitue le principal plan d'eau de la partie supérieure de la rivière Potier. Il est alimenté sa rive sud par cinq lacs en amont dont le plus élevé est à 353 m. Le lac Duvert est situé à 14,6 km au sud-ouest du lac Kakiattukallak et au nord-est du lac Nedlouc.
Les eaux du lac Duvert s'écoulent d'abord vers le nord dans un second plan d'eau de forme complexe que le courant traverse sur 4,6 km vers le nord-est. À partir de la rive nord-est de ce dernier lac, la rivière Potier s'écoule vers le nord-est sur 4,2 km. Puis, la rivière bifurque vers le sud-est sur 58,3 km, en traversant quelques lacs dans sa partie et en coulant vers l'est dans une zone au sud du lac Kakiattukallak. Dans sa partie inférieure (longueur : 32,3 km), la rivière s'oriente vers le sud-ouest en coulant plus ou moins en parallèle (du côté sud-ouest) à la décharge du lac Ikirtuuq, dont l'embouchure est situé à 8,7 km en aval sur la rivière aux Mélèzes.
La rivière Potier se déverse sur la rive nord de la rivière aux Mélèzes, à 82,3 km de l'embouchure de cette dernière. À son embouchure les eaux de la rivière Potier s'écoulent sur une longue grève, située à 1,1 km en aval de l'embouchure de la rivière du Gué (s'écoulant sur la rive-sud de la rivière aux Mélèzes).

## Toponymie
Les termes Potier et Pothier constituent des patronymes de familles d'origine française. L'appellation traditionnelle autochtone est "Qamaniq", signifiant renflement.
Le toponyme rivière Potier a été officialisé le 5 décembre 1968 à la Commission de toponymie du Québec.